# Premio Molson
El  premio Molson es un doble galardón anual otorgado por el Consejo de las Artes de Canadá, que otorga dos premios anuales a personas distinguidas en las artes y en las ciencias sociales. Los premios, de $50,000 dólares cada uno, tienen por objeto fomentar la contribución al patrimonio cultural e intelectual de Canadá. Su nombre completo es premio Thomas Henry Pentland Molson para las Artes ( en inglés: Thomas Henry Pentland Molson Prize for the Arts ) y está financiado por la Fundación Molson, aunque es administrado por el Consejo de las Artes de Canadá en cooperación con el Consejo de Investigación de Ciencias Sociales y Humanas de Canadá. El jurado está compuesto por un comité de expertos designado conjuntamente por ambas instituciones. Los candidatos deben ser ciudadanos canadienses o residentes permanentes en Canadá y, para ser nominados, los candidatos deben haber contribuido de manera sustancial y destacada durante un período de tiempo significativo. Los premios tienen como objetivo "incitar a los canadienses a logros sobresalientes en los campos de las Artes, las Humanidades o las Ciencias sociales y a contribuir aún más al patrimonio cultural e intelectual de Canadá". Las corporaciones y otras organizaciones están excluidas de la consideración, al igual que los premios póstumos. Ningún individuo podrá recibir el premio más de una vez. Los premios son accesibles a personas calificadas de pueblos aborígenes y comunidades culturales y regionales diversas. Los miembros del consejo de administración del Consejo de las Artes de Canadá y del Consejo de Investigación de Ciencias Sociales y Humanidades no pueden ser premiados durante su mandato.

## Ganadores
| Year    | Laureate                 | Laureate               |
| ------- | ------------------------ | ---------------------- |
| 2024    |                          | Shirley Cheechoo       |
| 2024    | Christina Sharpe         |                        |
| 2023    |                          | Joséphine Bacon        |
| 2023    | Françoise Baylis         |                        |
| 2022    |                          | Cecilia M. Benoit      |
| 2022    | H. Nigel Thomas          |                        |
| 2021    |                          | M. NourbeSe Philip     |
| 2021    | Gordon J. G. Asmundson   |                        |
| 2020    |                          | Mary Kerr              |
| 2020    | David Lyon               |                        |
| 2019    |                          | Alexina Louie          |
| 2019    | John Borrows             |                        |
| 2018    |                          | Diane Schoemperlen     |
| 2018    | Lynne Viola              |                        |
| 2017    |                          | Lawrence Hill          |
| 2017    | Kent Roach               |                        |
| 2016    |                          | Marie-Claire Blais     |
| 2016    | John McGarry             |                        |
| 2015    |                          | M. G. Vassanji         |
| 2015    | Constance Backhouse      |                        |
| 2014    |                          | John Arcand            |
| 2014    | Jean Grondin             |                        |
| 2013    |                          | Richard Wagamese       |
| 2013    | Ann Dale                 |                        |
| 2012    |                          | Dáirine Ní Mheadhra    |
| 2012    | Keren Rice               |                        |
| 2011    |                          | Herménégilde Chiasson  |
| 2011    | Peter Victor             |                        |
| 2010    |                          | Édouard Lock           |
| 2010    | Linda Hutcheon           |                        |
| 2009    |                          | Ian Wallace            |
| 2009    | Leonard Wayne Sumner     |                        |
| 2008    |                          | Sheila Fischman        |
| 2008    | Angus McLaren            |                        |
| 2007    |                          | Alex Pauk              |
| 2007    | Paul Thagard             |                        |
| 2006    |                          | Nicole Brossard        |
| 2006    | Henry Mintzberg          |                        |
| 2005    |                          | Iain Baxter&           |
| 2005    | Ramsay Cook              |                        |
| 2004    |                          | Maria Campbell         |
| 2004    | Richard Tremblay         |                        |
| 2003    |                          | Walter Boudreau        |
| 2003    | Janice Gross Stein       |                        |
| 2002    |                          | Christopher Newton     |
| 2002    | Margaret Lock            |                        |
| 2001    | Not awarded              | Not awarded            |
| 2000    |                          | Jacques Poulin         |
| 2000    | Ian Hacking              |                        |
| 1999    |                          | Kiawak Ashoona         |
| 1999    | Tom Courchene            |                        |
| 1998    |                          | Jeanne Lamon           |
| 1998    | Michael Trebilcock       |                        |
| 1997    |                          | Mary Pratt             |
| 1997    | Guy Rocher               |                        |
| 1996    |                          | Mavis Gallant          |
| 1996    | Pierre Maranda           |                        |
| 1995    |                          | Gerald Ferguson        |
| 1995    | Donald Akenson           |                        |
| 1994    |                          | Michel Tremblay        |
| 1994    | Martin Friedland         |                        |
| 1993    |                          | R. Murray Schafer      |
| 1993    | Juliet McMaster          |                        |
| 1992    |                          | Douglas Cardinal       |
| 1992    | Fernand Dumont           |                        |
| 1991    |                          | Denys Arcand           |
| 1991    | Charles Taylor           |                        |
| 1990    |                          | Alice Munro            |
| 1990    | Jean-Jacques Nattiez     |                        |
| 1989    |                          | Vera Frenkel           |
| 1989    | Fernande Saint-Martin    |                        |
| 1988    |                          | Robertson Davies       |
| 1988    | Terence Michael Penelhum |                        |
| 1987    |                          | Yvette Brind'Amour     |
| 1987    | Marc-Adélard Tremblay    |                        |
| 1986    |                          | J. Mavor Moore         |
| 1986    | William Dray             |                        |
| 1985    |                          | Gaston Miron           |
| 1985    | Ronald Melzack           |                        |
| 1984    |                          | Marcel Dubé            |
| 1984    | James G. Eayrs           |                        |
| 1983    |                          | Brian Macdonald        |
| 1983    | Francess Halpenny        |                        |
| 1982    |                          | Alan Cairns            |
| 1982    | Louis-Edmond Hamelin     |                        |
| 1982    | Jack McClelland          |                        |
| 1982    | Gilles Vigneault         |                        |
| 1981    |                          | Margaret Atwood        |
| 1981    | Marcel Trudel            |                        |
| 1981    | John Weinzweig           |                        |
| 1980    |                          | Michel Brault          |
| 1980    | Lois Marshall            |                        |
| 1980    | Robert Weaver            |                        |
| 1979    |                          | Jean Duceppe           |
| 1979    | Betty Oliphant           |                        |
| 1979    | Michael Snow             |                        |
| 1978    |                          | Gabrielle Roy          |
| 1978    | Jack Shadbolt            |                        |
| 1978    | George Story             |                        |
| 1977    |                          | John Hirsch            |
| 1977    | Bill Reid                |                        |
| 1977    | Jean-Louis Roux          |                        |
| 1976    |                          | Orford String Quartet  |
| 1976    | Denise Pelletier         |                        |
| 1976    | Jon Vickers              |                        |
| 1975    |                          | Alex Colville          |
| 1975    | Pierre Dansereau         |                        |
| 1975    | Margaret Laurence        |                        |
| 1974    |                          | W. A. C. H Dobson      |
| 1974    | Celia Franca             |                        |
| 1974    | Jean Paul Lemieux        |                        |
| 1973    |                          | John James Deutsch     |
| 1973    | Alfred Pellan            |                        |
| 1973    | George Woodcock          |                        |
| 1972    |                          | Maureen Forrester      |
| 1972    | Rina Lasnier             |                        |
| 1972    | Norman McLaren           |                        |
| 1971    |                          | Northrop Frye          |
| 1971    | Duncan Macpherson        |                        |
| 1971    | Yves Thériault           |                        |
| 1970    |                          | Jean-Paul Audet        |
| 1970    | Morley Callaghan         |                        |
| 1970    | Arnold Spohr             |                        |
| 1969    |                          | Glenn Gould            |
| 1969    | Jean Le Moyne            |                        |
| 1968    |                          | Arthur Erickson        |
| 1968    | Anne Hébert              |                        |
| 1968    | Marshall McLuhan         |                        |
| 1967    |                          | Georges-Henri Lévesque |
| 1967    | Hugh MacLennan           |                        |
| 1965-66 |                          | Jean Gascon            |
| 1965-66 | Frank Scott              |                        |
| 1964    |                          | Donald Creighton       |
| 1964    | Alain Grandbois          |                        |